# Bahnhof Hoxel
Der Bahnhof Hoxel ist ein Bahnhof im Morbacher Ortsteil Hoxel an der Hunsrückquerbahn in Rheinland-Pfalz. Nach dem Bahnhof Hinzerath ist er der zweithöchste Bahnhof im Hunsrück. Unweit vom Bahnhof befindet sich auch der bekannte Hunsrückbahnviadukt.

## Geschichte
Der Bahnhof wurde am 1. Oktober 1903 mit dem letzten Abschnitt der Hunsrückquerbahn von Morbach nach Hermeskeil errichtet. Der erste Güterverkehr passierte den Bahnhof genau einen Monat später.
Ursprünglich befand sich die Hebelbank des örtlichen Stellwerks direkt vor dem Empfangsgebäude und war mit einem einfachen Windschutz versehen. Das 1938 von Hein & Lehmann errichtete mechanische Stellwerk befand sich vor dem Eingang der Güterabfertigung. Von der mit neun Plätzen ausgestatteten Hebelbank ließen sich nicht alle Weichen fernstellen. Die ortsgestellten Weichen und Gleissperren der Nebengleise waren daher mittels Schlüsselabhängigkeiten in die Fahrstraßenlogik eingebunden.
Kurz nach dem Zweiten Weltkrieg war die Strecke zwischen Hoxel und Thalfang nicht befahrbar, da der Hunsrückbahnviadukt bei Bombenangriffen 1944 stark beschädigt worden war. Ab den 1950er Jahren wurde der Betrieb aber wieder aufgenommen.
1953 wurde in Hoxel der Zugleitbetrieb eingeführt und die Einfahrsignale dabei durch Trapeztafeln ersetzt., wodurch auch kein Fahrdienstleiter mehr nötig war. Noch wenige Jahre wurde der Bahnhof als Agentur geöffnet, aber Ende der 1950er wurde  dieser Service eingestellt. Mitte der 1960er Jahre verlor der Bahnhof seinen Bahnsteig am Kreuzungsgleis (Gleis 1), wodurch nur noch ein Güterzug und ein Personenzug passieren konnten.
Der Bahnhof hatte aufgrund seiner Nähe zum Idarwald eine große Bedeutung im Holzgüterverkehr. Ebenso wurde das Steingut des Steinbruchs oberhalb des Bahnhofs vom dort abtransportiert. Bis 1959 gab es regelmäßige Güterzüge von Simmern nach Hoxel, ab 1960 nur noch sporadische Stichfahrten von Morbach aus.

## Bahnhofsgebäude und Bahnhofsumfeld
Das Bahnhofsgebäude ist Typenbau mit Bruchstein-, Putz- und Schieferflächen. Das Erdgeschoss verfügt über große Segmentbogenfenster. An der linken Giebelseite grenzt ein kleiner Fachwerkanbau an, an der rechten Giebelseite ein Güterschuppen in Sichtfachwerk. Die zur Gleisanlage gelegene Fassade ist nicht einsehbar, da sich das Gebäude in Privatbesitz befindet. Der Stellwerksanbau fällt vergleichsweise klein aus.